# Pterolophia subsellata
Pterolophia subsellata là một loài bọ cánh cứng trong họ Cerambycidae.